# إقناع (فلم)
إقناع (بالإنجليزية: Persuasion) هو فيلم دراما أمريكي مبني على رواية تحمل نفس الاسم للكاتبة جاين أوستن. الفيلم من بطولة داكوتا جونسون، هنري غولدينج وسوكي واترهاوس وريتشارد جرانت. عرض الفيلم على منصة نتفليكس في 15 يوليو 2022.

## روابط خارجية
- مقالات تستعمل روابط فنية بلا صلة مع ويكي بيانات